# Лисовский, Всеволод Эдуардович
Всеволод Эдуардович Лисовский (род. 2 июня 1967, Ростов-на-Дону) — российский режиссёр, сценарист, редактор и продюсер, создатель и комиссар (художественный руководитель) экспериментального проекта «Трансформатор.doc».

## Биография
Родился в 1967 году в Ростове-на-Дону. Являлся участником клуба «Это». С 1988 года входил в ростовское товарищество «Искусство или смерть». Обитал в знаменитом ростовском сквоте «Дом актёра». Учился на историческом факультете Ростовского государственного университета. Работал и. о. директора ростовского кинотеатра «Комсомолец». Являлся шеф-редактором, продюсером и автором таких проектов, как: «Времечко» (НТВ), «Вместе» (ОРТ), «Ночная смена» (ОРТ), «День седьмой» (ТВЦ), «Энтер» (З-й канал), «Абсолютный слух» (7-й канал), «Без правил» (ТВЦ), «Новое» (Россия), «В центре внимания» (ТВЦ).
В 2006 году Лисовский выступил одним из авторов сценария документального телевизионного фильма «Великая тайна воды». Работал генеральным продюсером интернет-телевидения «Тв-Клик» до 2007 года.
В мае 2011 года в московском Театре.doc состоялась премьера спектакля «89-93 (Сквоты)», автором и куратором которого выступил Всеволод Лисовский совместно с Юлией Овчинниковой, Иваном Лебедевым и Наной Гринштейн (реж. Руслан Маликов), реконструирующего быт, атмосферу и отдельные события, происходившие в Галерее в Трёхпрудном переулке.
В мае 2012 года в московском Театре.doc состоялась презентация нового проекта Всеволода Лисовского «АКЫН-ОПЕРА». В 2013 года публике был представлен проект «АКЫН-ОПЕРА-2», который по мнению обозревателей портала kudago.com вошёл в список Самых шокирующих и необычных спектаклей экспериментальных театров Москвы 2013 года. В апреле 2014 года спектакль «Акын-опера» был отмечен специальной премией музыкального жюри театрального фестиваля «Золотая маска», которую получили непрофессиональные актеры «Акын-оперы» — дворники, строители и рабочие из Таджикистана и Узбекистана.
В декабре 2016 года усилиями Всеволода Лисовского и его соратников на территории арт-сквота «Электрозавод» была открыта новая площадка «Театра.doc» — «Трансформатор.doc». Манифест новой сцены гласил: «В этом зале мы будем заниматься невозможным. Делать то, что противоречит законам экономическим, физическим, театральным, художественным, законам здравого смысла».
По итогам 2016 года эксперты всероссийской Ассоциации театральных критиков включили Лисовского в топ-5 людей года с формулировкой «За серию экспериментальных спектаклей в „Театре.doc“».
В июне 2017 года стало известно, что Фонд Михаила Прохорова в рамках открытого благотворительного конкурса «Новый театр» поддержал заявку ростовского фонда развития современного искусства и культуры «Дон» на постановку спектакля Всеволода Лисовского по одноименному произведению Максима Белозора «Волшебная страна» в жанре «променад-театра». Проект был осуществлён совместно с ростовским Театром 18+.  Спектакль стал лауреатом конкурса театрального фестиваля «Золотая маска» в номинации «Эксперимент» за 2018 год.
В 2017 году в Казани в творческой лаборатории «Угол» поставил спектакль «Индивиды и атомарные предложения». Этот спектакль был номинирован на конкурс театрального фестиваля «Золотая маска».

## Протестная активность
2 сентября 2022 года года Лисовский и 13 актёров труппы «Театр переходного периода» провели публичную протестную акцию в московском подземном переходе на проспекте Мира в форме спектакля «Страх и отчаяние в Третьей империи», после чего были задержаны полицией. На  Лисовского был составлен протокол о дискредитации ВС РФ.
10 февраля 2023 года Кузьминский суд Москвы постановил арестовать Лисовского на 15 суток за неповиновение полиции.
Отбыл два подряд административных ареста сроком 15 суток каждый в спецприемнике подмосковного поселка Сахарово . 13 марта, на следующий день после освобождения, покинул Россию, вылетев в Ереван.

## Спектакли и проекты Всеволода Лисовского
- 2011 — «89-93 (Сквоты)». Театр.doc, Москва.[12]
- 2012 — «АКЫН-ОПЕРА». Театр.doc, Москва.[14]
- 2014 — «Молчание на заданную тему». Театр.doc, Москва.[30]
- 2015 — «Шпатель». Театр.doc, Москва.
- 2016 — «Молчание классиков. Гамлет». Театр.doc, Москва.[7]
- 2016 — «Неявные воздействия». Театр.doc, Москва.[7][31][32]
- 2016 — «Молчание классиков. Вакханки». Театр.doc, Москва.
- 2016 — «Никто не узнает ничего. Никогда». Трансформатор.doc, Москва.[33]
- 2017 — «Молчание на заданную тему». Лаборатория «Угол», Казань.[34][35]
- 2017 — «Индивиды и атомарные предложения». Лаборатория «Угол», Казань.[35][36]
- 2017 — «Волшебная страна». Театр «18+», Ростов-на-Дону.[9][21][37][38][39][40][41]
- 2017 — «Червь». Фестиваль «Территория» (проект «Живые пространства»), Москва.[42]
- 2018 — «Я свободен. Частично». Театр Post, Санкт-Петербург.[43][44]
- 2018 — «Сквозь / Скольжение по возможностям». Трансформатор.doc, Москва.[45][46][47]
- 2019 — «Пещера». ЦТИ «Трансформатор», Центр им. Вс. Мейерхольда, Москва.
- 2019 — Не-спектакль «Без режиссёра». ЦТИ «Трансформатор», Москва.[48]
- 2019 — «Что ответили птицы Франциску Ассизскому». ЦТИ «Трансформатор», Москва.
- 2019 — «ГЭС-2 Опера». Фонд V-A-C, Москва.[49]
- 2019 — «Беспорядочные слова на незначительные и невнятные темы». Фестиваль Любимовка / Космосфильм, Москва.[50]
- 2020 — «Секс как утопия». ЦТИ «Трансформатор», Москва.[51]
- 2020 — «Сто дней». ЦТИ «Трансформатор», Москва.[52][53]
- 2021 — «Сквозь. Вторая экспедиция». ЦТИ «Трансформатор», Москва[54][55].
- 2021 — «Шоу для Ивана Смекалова». ДК Рассвет, Москва[56].
- 2021 — «Все необходимые сведения о мире, рассказанные в форме 33 окрошек». Мастерские музея «Гараж» на ВДНХ, Москва[57].
- 2022 — «Меловой крест». Подземный переход / Приёмник отделения полиции Басманного района, Москва[58][59][60].
- 2022 — «Страх и отчаяние в Третьей империи». Подземный переход. 2 сентября спектакль был прерван полицией. Режиссер, участники спектакля и зрители были задержаны[26].

## Цитаты
- «Режиссером я объективно не являюсь. Во-первых, потому что не учился и каких-то специфических режиссерских навыков у меня нет. Если не считать специфическим навыком делать так, чтобы отсутствие режиссуры не било в глаза. Во-вторых, я и социально не режиссер, поскольку стараюсь не вступать в товарно-денежные отношения — это когда у меня есть какой-то навык и я за определенную сумму, по какой-то своей ставке его применяю в чьих-то интересах. В такие отношения я не вступаю просто потому, что не обладаю такими специфическими навыками, которые подлежат монетизации. Вот. Это не мешает делать мне какие-то проекты»[61] — Всеволод Лисовский, 2015.
- «Я — человек без высшего образования и не бог весть какой теоретик: теоретическая база у меня на уровне дацзыбао, определенный набор которых существует в моем сознании. Я могу чего-то не знать, чего-то не учитывать, но мне помогает энергия варвара. Знающий человек, нагруженный надстройками, — химик, а я — алхимик. Театр в моем варварском представлении устроен очень просто: есть актор и есть зритель. Работаю с моделью, пытаюсь понять, как с ней можно взаимодействовать, что из этого уравнения можно убрать…»[7] — Всеволод Лисовский, 2017.

## Интересные факты
- Всеволода Лисовского можно увидеть в эпизодических ролях в различных фильмах: «4:0 в пользу Танечки» (1982) Радомира Василевского, «Среди серых камней» (1983) Киры Муратовой, «Комбинат "Надежда"» (2014) Наталии Мещаниновой, «План 9 с “Алиэкспресса”» (2022) Дианы Галимзяновой и ряде других.